# Надівані яйця
Надівані яйця, також відомі як фаршировані яйця або яйця з начинкою — це варені яйця, очищені від шкарлупи, розрізані навпіл, з витягнутим жовтком, а потім знову заповненими, змішаними з іншими вхідниками, такими як майонез, гірчиця та посипані паприкою, корицею або карі. Зазвичай їх подають холодними як гарнір, закуску або головну страву під час зустрічей чи вечірок. Походження цієї страви можна побачити в рецептах варених приправлених яєць ще в Стародавньому Римі, де їх традиційно подавали як першу страву. Страва популярна в Європі, Північній Америці та Австралії.

## Історія
Варені яйця можна було зустріти ще в Стародавньому Римі, де варені яйця приправляли гострими соусами і подавали як закуску під час зустрічей і бенкетів. Подавати яйця під час частування гостей було настільки звично для багатих римлян, що вони навіть мали для цього вислів «ab ovo usque ad mala», що означає «від яєць до яблук», або від початку трапези до кінця.
Рецепти яєць, зварених круто, надіваних зеленню, сиром і родзинками, можна знайти в кулінарних текстах середньовічної європейської кухні.
Вважається, що найдавніший відомий рецепт надіваних яєць і той, який найбільше нагадує сучасне надіване яйце, було записано в андалуському регіоні Іспанії в 13 столітті. Відповідно до англійського перекладу рецепту, знайденого в безіменній андалузькій кулінарній книзі 13 століття, варені яєчні жовтки змішували з кінзою (коріандром), перцем і цибульним соком, потім збивали з мурі (соус із ферментованого ячменю або риби), олією і сіллю. Потім сумішшю начиняли спустошені яєчні білки, а дві половинки яйця скріплювали разом маленькою паличкою та посипали перцем.
Ранній британський рецепт із Англії часів Тюдорів — Томас Доусон пропонував фарширувати яйця начинкою з трав.
Найперший відомий американський рецепт яєць із начинкою було надруковано в «Монтгомерському рекламнику», місцевому виданні новин у Монтгомері, штат Алабама, 1877 року. Перший відомий рецепт, який пропонував використовувати майонез як вхідник для приготування яєць, був у версії американської кулінарної книги 1896 року під назвою T«he Boston Cooking School Cook Book by Fannie Farmer».

## Приготування та інгредієнти
Охолоджені круто зварені яйця очищають від шкарлупи і розрізають уздовж навпіл, а потім видаляють жовтки. (Їх можна розрізати хрест-навхрест для більшої ситності). Потім жовток розтирають і змішують з іншими інгредієнтами. Вони зазвичай включають жирний продукт (наприклад, вершкове масло, жирні вершки або майонез) з пряними та/або пікантними інгредієнтами для контрасту смаку (і, іноді, текстури). Один рецепт має жовтки розтерті з майонезом, діжонською гірчицею, оцтом, огірками, сіллю та перцем. Потім жовткову суміш зачерпують в кожну яєчну «чашку», утворену твердими яєчними білками .
Вибір інгредієнтів дуже різноманітний, і стандартного рецепту немає. Хоча найчастіше використовується майонез, в деяких рецептах використовується вершкове масло, а кислі солоні огірки іноді замінюють солодкими солоними огірками.

### Варіації

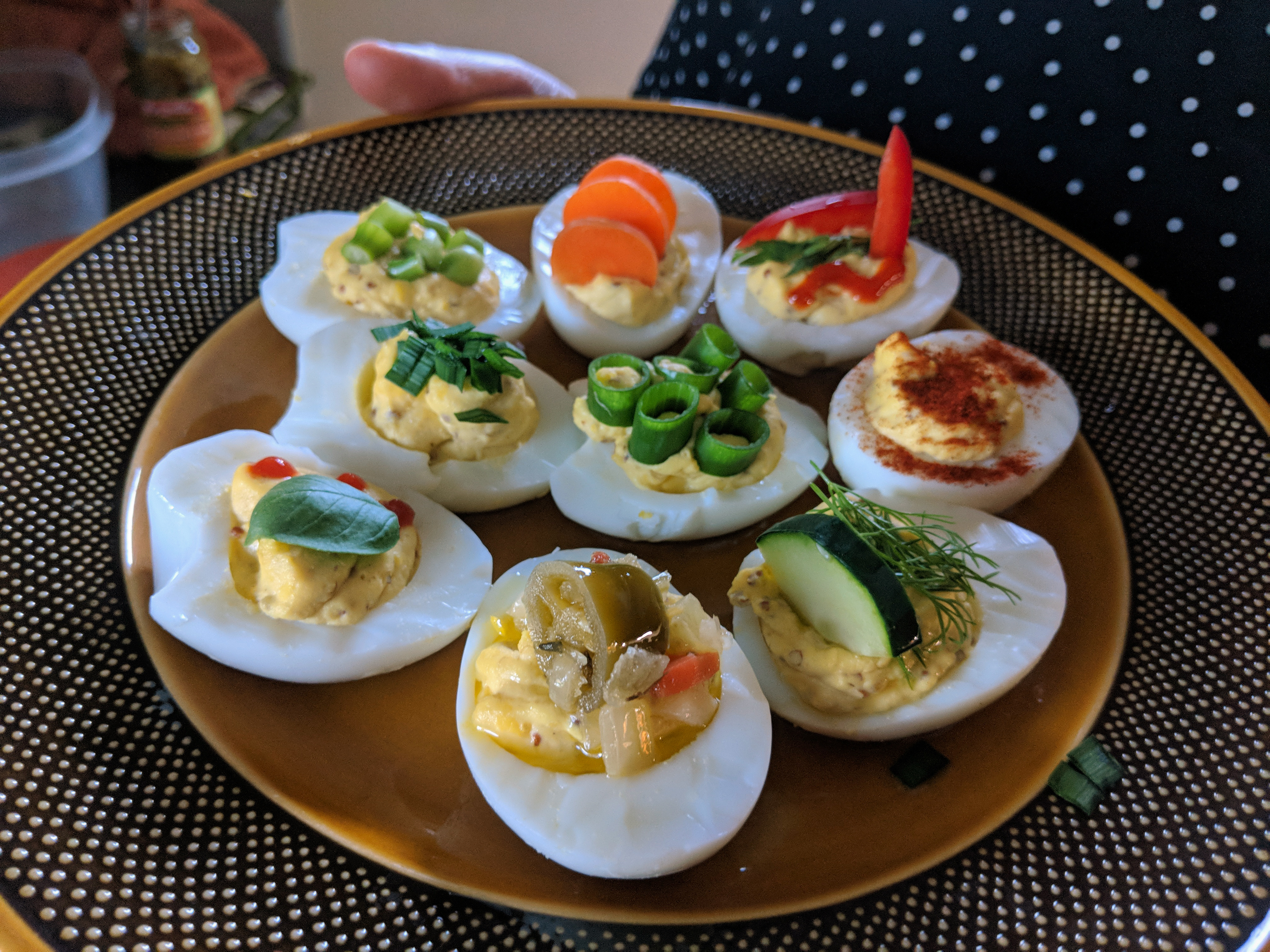
Різноманітні надівані яєця

Існує багато варіацій основного рецепту, які можуть додавати такі інгредієнти, як:
- майонез
- печінка тріски
- порізані мариновані огірки
- трави і спеції
- оцет
- гірчиця
- зелена цибуля
- зелені маслини
- пім'єнто
- макове насіння
- дрібно нарізана цибуля городня
- чорна ікра
- каперці
- сметана

## В різних країнах

### Сполучені Штати Америки
У Сполучених Штатах надіване яйце це поширена страва, яку зазвичай подають як закуску під час зустрічей і вечірок. 
Яйця відварюють, охолоджують, очищають від шкаралупи, а потім розрізають навпіл. Потім жовток виймають і змішують з іншими інгредієнтами, такими як майонез, гірчиця, оцет, огіркова заправка та інші спеції та трави. Потім його змішують в однорідну пасту, якою заповнюють вичищені яєчні білки. Зазвичай їх подають холодними і часто присипають паприкою.
Найперший відомий американський рецепт надіваних яєць було надруковано в Montgomery Advertiser, газеті новин в Монтгомері, штат Алабама, 1877 року.
Перший відомий рецепт використання майонезу як інгредієнта для приготування яєць був у версії американської кулінарної книги 1896 року під назвою The Boston Cooking School Cookbook від Фанні Фармер. В цьому ранньому рецепті майонез рекомендувався як зв'язувальний агент для жовткової суміші.  
Надівані яйця були популярною стравою в Сполучених Штатах ще з 1920-х років. В 1923 році Ванда Бартон у своїй газетній колонці «Home Making Helps» запропонувала зберігати картонні коробки для яєць, тому що «в них можна носити варені яйця або надівані яйця». До 1940-х років надівані яйця стали основною їжею на пікніках, вечірках і зборах у Сполучених Штатах.
Згідно з онлайн-опитуванням, проведеним на замовлення МакКорміка в 2019 році, майже 61 відсоток американців планували приготувати та/або з’їсти яйця під час великодньої неділі того ж року. 

### Європа
В багатьох європейських країнах, особливо в Бельгії, Франції, Нідерландах і Німеччині подають різновид знаний як яйця по-російськи[джерело?]. Він складається з яєць порізаних на половини, подаваних з овочевим  маседуаном доповненим майонезом, петрушкою та помідорами. На відміну від значення своєї назви, страва походить не з Росії. Її ім'я походить від того, що ці яйця подають згори маседуана, який іноді називають російським салатом. В німецькій кухні, іншими звичайними ароматизаторами для жовтків є анчоуси, сир і каперці.  
У Великобританії ця страва поширена на фуршетах. Яйця готують із сумішшю або майонезом, англійською гірчицею, паприкою та цибулею. У суміш часто додають кайєнський перець або соус Табаско.
У Франції страву називають œuf mimosa («мімозове яйце», назване за зовнішнім виглядом дерева мімози); в Італії uova ripiene (буквально фаршировані яйця ), в Угорщині töltött tojás («фаршироване яйце») або kaszinótojás («яйце казино»); у Польщі jajka faszerowane («фаршировані яйця»); у Нідерландах gevuld ei («фаршироване яйце»); у Швеції fyllda ägg («фаршировані яйця»); на острові Мальта bajd mimli («фаршировані яйця»)

### Італія
В Італії uova ripiene зазвичай фарширують вареними яєчними жовтками, тунцем, каперсами, анчоусами, рубаною петрушкою та майонезом. Зазвичай їх готують під час Великодня.

#### Швеція
У Швеції надіване яйце (fyllda ägghalvor) це традиційна страва для великоднього шведського столу, тут жовток змішують з ікрою, вершками або сметаною, за бажанням нарізаною червоною цибулею та прикрашають нарізаною цибулею чи кропом, можливо, шматочками анчоусів або маринованим оселедцем .

#### Угорщина
В угорській кухні жовтки розтирають і змішують з білим хлібом, змоченим у молоці, гірчицею і петрушкою, часто подають як закуску з майонезом або як основну страву, запечену в духовці з угорською сметаною і подають з картоплею фрі .

#### Румунія
В Румунії надівані яйця називаються ouă umplute («фаршировані яйця») і це популярна страва, яку часто готують як для релігійних, так і для світських свят. Існує декілька начинок, найуживаніші з яких складаються з класичної суміші жовтків з майонезом або з додаванням печінкового паштету, іншої суміші з сирною або рибною пастою, прикрашеною скибочками моркви чи солоних огірків та листочками петрушки чи кропу.

## Дивіться також
- Яєчний салат[en]
- Салат Мімоза
- Список страв з яєць[en]
- Список закусок[en]
- Список фаршированих страв[en]